# Pływanie na Letnich Igrzyskach Olimpijskich 1964 – 4 × 100 m stylem dowolnym kobiet
Sztafeta 4 × 100 m stylem dowolnym kobiet – jedna z konkurencji pływackich rozgrywanych podczas XVIII Igrzysk Olimpijskich w Tokio. Eliminacje odbyły się 14 października, a finał 15 października 1964 roku.
W finale zwyciężyła sztafeta amerykańska w składzie Sharon Stouder (1:01,2), Donna de Varona (1:00,9), Lillian Watson (1:00,7) i Kathleen Ellis (1:01,0). Reprezentantki Stanów Zjednoczonych czasem 4:03,8 ustanowiły nowy rekord świata. Srebrny medal zdobyły Australijki (4:06,9). Brąz wywalczyły Holenderki (4:12,0), wyprzedzając o 0,1 s sztafetę węgierską (4:12,1).

## Rekordy
Przed zawodami rekord świata i rekord olimpijski wyglądały następująco:
| Rekord            | Reprezentacja | Czas   | Miejsce     | Data             |       |
| ----------------- | --- | ------ | ----------- | ---------------- | ----- |
| Rekord świata     | Stany Zjednoczone · Terri Stickles · Kathy Seidel · Eleanor Bricker · Lynne Allsup                                      | 4:07,6 | Los Angeles | 28 września 1964 | [ 1 ] |
| Rekord olimpijski | Stany Zjednoczone · Joan Spillane (1:02,5) · Shirley Stobs (1:03,5) · Carolyn Wood (1:02,0) · Chris von Saltza (1:00,9) | 4:08,9 | Rzym        | 3 września 1960  | [ 2 ] |

W trakcie zawodów ustanowiono następujące rekordy:
| Data            | Etap konkurencji | Reprezentacja | Czas   | Rekord |
| --------------- | ---------------- | --- | ------ | ------ |
| 15 października | finał            | Stany Zjednoczone · Sharon Stouder (1:01,2) · Donna de Varona (1:00,9) · Lillian Watson (1:00,7) · Kathleen Ellis (1:01,0) | 4:03,8 | WR     |

## Wyniki

### Eliminacje
| Miejsce | Wyścig | Tor | Państwo                       | Zawodniczki                                                                                                 | Czas   | Uwagi |
| ------- | ------ | --- | ----------------------------- | --- | ------ | ----- |
| 1.      | 2      | 2   | Australia                     | Robyn Thorn (1:03,7) Janice Murphy (1:02,6) Jan Turner (1:03,5) Lyn Bell (1:02,0)                           | 4:11,8 | Q     |
| 2.      | 1      | 2   | Stany Zjednoczone             | Jeanne Hallock (1:02,8) Erika Bricker (1:04,0) Lynne Allsup (1:02,8) Patience Sherman (1:02,6)              | 4:12,2 | Q     |
| 3.      | 2      | 4   | Węgry                         | Judit Turóczy (1:03,9) Mária Frank (1:04,1) Éva Erdélyi (1:03,4) Csilla Madarász-Bajnogel (1:02,0)          | 4:13,4 | Q     |
| 4.      | 1      | 3   | Szwecja                       | Ann-Charlotte Lilja (1:04,1) Lotten Andersson (1:04,4) Ulla Jäfvert (1:03,5) Ann-Christine Hagberg (1:01,5) | 4:13,5 | Q     |
| 5.      | 1      | 5   | Holandia                      | Pauline van der Wildt (1:04,2) Toos Beumer (1:04,2) Winnie van Weerdenburg (1:04,3) Erica Terpstra (1:02,1) | 4:14,8 | Q     |
| 6.      | 1      | 6   | Kanada                        | Patty Thompson (1:04,5) Mary Stewart (1:04,4) Helen Kennedy (1:04,1) Marion Lay (1:01,9)                    | 4:14,9 | Q     |
| 7.      | 2      | 6   | Wspólna Reprezentacja Niemiec | Heidi Pechstein (1:04,6) Traudi Beierlein (1:03,9) Martina Grunert (1:03,2) Rita Schumacher (1:03,2)        | 4:14,9 | Q     |
| 8.      | 2      | 5   | Włochy                        | Paola Saini (1:04,5) Maria Cristina Pacifici (1:03,3) Mara Sacchi (1:04,7) Daniela Beneck (1:02,5)          | 4:15,0 | Q     |
| 9.      | 2      | 3   | Wielka Brytania               | Sandra Keen (1:03,8) Pauline Sillett (1:04,2) Liz Long (1:03,2) Diana Wilkinson (1:03,9)                    | 4:15,1 |       |
| 10.     | 1      | 4   | Japonia                       | Ryoko Urakami (1:05,5) Michiko Kihara (1:03,7) Toyoko Kimura (1:04,0) Miyoko Azuma (1:06,0)                 | 4:19,2 |       |

### Finał
| Miejsce | Tor | Państwo                       | Zawodniczki                                                                                                 | Czas   | Uwagi |
| ------- | --- | ----------------------------- | --- | ------ | ----- |
| 1. !    | 5   | Stany Zjednoczone             | Sharon Stouder (1:01,2) Donna de Varona (1:00,9) Lillian Watson (1:00,7) Kathleen Ellis (1:01,0)            | 4:03,8 | WR    |
| 2. !    | 4   | Australia                     | Robyn Thorn (1:03,8) Janice Murphy (1:02,9) Lyn Bell (1:01,6) Dawn Fraser (58,6)                            | 4:06,9 |       |
| 3. !    | 2   | Holandia                      | Pauline van der Wildt (1:04,6) Toos Beumer (1:03,8) Winnie van Weerdenburg (1:02,6) Erica Terpstra (1:01,0) | 4:12,0 |       |
| 4.      | 3   | Węgry                         | Judit Turóczy (1:03,2) Éva Erdélyi (1:04,2) Katalin Takács (1:03,0) Csilla Madarász-Bajnogel (1:01,7)       | 4:12,1 |       |
| 5.      | 6   | Szwecja                       | Ann-Charlotte Lilja (1:04,5) Lotten Andersson (1:04,7) Ulla Jäfvert (1:03,3) Ann-Christine Hagberg (1:01,5) | 4:14,0 |       |
| 6.      | 7   | Wspólna Reprezentacja Niemiec | Martina Grunert (1:03,5) Traudi Beierlein (1:05,1) Rita Schumacher (1:02,9) Heidi Pechstein (1:03,5)        | 4:15,0 |       |
| 7.      | 1   | Kanada                        | Mary Stewart (1:05,5) Patty Thompson (1:04,3) Helen Kennedy (1:03,6) Marion Lay (1:02,5)                    | 4:15,9 |       |
| 8.      | 8   | Włochy                        | Paola Saini (1:04,5) Maria Cristina Pacifici (1:04,2) Mara Sacchi (1:04,6) Daniela Beneck (1:03,9)          | 4:17,2 |       |